# تيسير العدينات
تيسير العدينات (1945 - 2013)، شاعر أردني.

## سيرته
ولد الشاعر تيسير عطا الله خليل العدينات في الطفيلة-الأردن عام 1945، نشأ وعاش في بيت والده الأديب والشاعر والمعلم عطا الله العدينات الذي أسس أول مدرسة خاصة في الطفيلة عام 1936 ليتلقى ذاك الجيل أبجديات العلوم على يديه في بيته الصغير قرب قلعة الطفيلة، حي الكلالده وفي مدرسة الطفيلة الوحيدة آنذاك تلقى شاعرنا تعليمه الابتدائي والإعدادي والثانوي حيث حصل على الثانوية العامة (الشهادة التوجيهية من القسم الأدبي)
التحق بالقوات المسلحة الأردنية، وشغل فيها وظائف قيادية وإدارية، منها مساعد الملحق العسكري في موسكو عامي 1982 و1983، وبعد تقاعده أصبح رئيس جمعية أبناء الطفيلة الخيرية، وعضو نادي أسرة القلم في الزرقاء، نشر أكثر مقالاته وقصائده في الدوريات الأردنية والعربية. وهو أحد الشعراء الذين ضمهم: معجم البابطين للشعراء العرب المعاصرين الذي صدر عام 1995 بالكويت،
حصل على جائزة مديرية التوجيه المعنوي للقصة القصيرة عام 1978 ، وجائزة رابطة الكتاب الأردنيين للشعر عام 1985، ممن كتبوا عنه: حمودة زلوم في كتابه: الجواهري في عمان ومحمد المشايخ في كتابه: الأدب والأدباء والكتاب المعاصرون في الأردن، كما ورد تنويه عن فوزه بجائزة القصة القصيرة في مجلة الأقصى الأردنية.

## أعماله الأدبية
· مشاعر مع الحسين عام 1979 .
· قصائد في الخندق 1991.
· فيض الوجدانعام 1991.
· شعراء في الظل دراسة 1998.
· حب فوق حب (قصص قصيرة) 2003.
· يد على السلاح والقلم (مقالات متنوعة) 2005.
· أيام في موسكو (رواية) 2007.
· روح الكرامة (شعر) 2008م.
· أماني الشرفاء (مقالات في الأدب والسياسة والتاريخ) 2010م.
· أوراق أدبية مقالات في الأدب والنقد (مخطوطة)
· فاتنة الحجى شعر (مخطوط)
· سير الأعلام عرض وتلخيص (مخطوط)
· وقفة مع الفن الإسلامي بحث (مخطوط)
· الغفران شعر (مخطوط)

## من روايته أيام في موسكو
```
(يا لقدرة الله، رفعته فوق الغيوم، الغيوم التي تحجب عنه في هذه اللحظات رؤية الأرض، مثلما كانت تحجب عنه السماء وهو على الأرض هذا الصباح...ما أروع الشمس وهي تلقي بنورها الوهاج فوق الغيوم، فتبدو السحب تحت شعاعها الوهاج كالثلج النقي، منظره يشرح الصدر ويسرّ الخاطر.
```

```
لاحظ أن الغيوم تسير بسرعة أكبر مما كان يرصدها وهو فوق الأرض...تهاجر عبر هذا الكون الفسيح بلا توقف، وفقا لناموس الله الذي لا تدرك مداه بصيرة الإنسان ووعيه.
```

```
لقد فتح هذا المشهد الأخاذ على صادق نافذة التأمل في عظمة الله وبديع صنعه...وبضآلة الإنسان وضيق أفقه...الإنسان الذي يتصرف على الأرض بتجبر وكأنه خالد فيها...يبطش ويزيّف ويكذب...ويتحرك في متاهات الضلال، بلا ضابط من أجل أن يرضي غروره ويشبع غرائزه...)
```

## من شعره
عناويــــــن للانتـفـــاضــــة
(1)
مثل دِيمهْ
بعد مدّ اليأس جاءت
تحمل الخيرات بُشرى
ملؤها الخصب وآمال عريضهْ
تقلب الجدب ربيعاً..
والصحارى القفر واحات ظليلهْ
(2)
مثل نورٍ..
شع من أفق رحيب
قلب العتمات أجواء منيره
أطلع الصبح الذي ظل رهينا
للدجى الممتد أعواماً طويله
(3)
مثل بوحٍ..
أطلق الصوت المواري
خلف وهم الخوف مقبوض الوتيرة
(4)
عاش شعب
أطلق الباع وزنداً كان في القيد رهينه
نفض القيد وأعطى للقوى درباً جديده
غضبة الشعب تدوي عندما
ينتفي العدل وتشتد الجريمة..
طفح الكيل بألوان وألوان مريره
(5)
يازنوداً أهدت العرب وسامات رفيعه
شدّت الدنيا إليها.
شدت الدنيا بأفعال عظيمه..
صاغت المجد بمقلاع وأحجار مثيره
سرها الإصرار يسمو..
رغم قهر وجراح ومتاهات كثيره

## وصلات خارجية
- مؤسسة عبد العزيز سعود البابطين
- عفرا للفكر والثقافة
- وزارة الثقافة
- عمون نيوز
- موقع صراحة نيوز